# Ioánnis Lagós
Ioánnis Lagós (grec moderne : Ιωάννης Λαγός), né le 7 septembre 1972 au Pirée, est un homme politique grec, ancien membre de l'Aube Dorée.
Reconnu coupable d'avoir dirigé une organisation criminelle, il est condamné en 2020 à treize ans de prison.

## Biographie

### Activités politiques
Lors des élections législatives grecques de mai 2012, il est élu député pour la 14e législature, qui aura duré du 6 mai 2012 au 19 mai 2012.
Lors des élections législatives grecques de juin 2012, il est réélu le 17 juin 2012 à la 15e législature, puis le 25 janvier 2015 à la 16e législature dans la deuxième circonscription du Pirée. Il est élu eurodéputé lors des élections européennes de mai 2019.
Il quitte l'Aube Dorée à la suite des élections législatives de juillet 2019, lesquelles verront le parti y perdre sa représentation en raison d'un résultat décevant (2,93 %). Il fonde par la suite un nouveau mouvement, Conscience populaire nationale, avec, entre autres, deux anciens députés de l'Aube Dorée, Panayiótis Iliópoulos et Geórgios Germenís.
Lors d'un débat au Parlement européen en janvier 2020, il déchire un drapeau turc et proclame « Dehors les Turcs ». La Turquie dénonce un geste raciste.

### Activités criminelles et condamnation
Le 14 octobre 2020, Lagós est reconnu coupable d’avoir dirigé une « organisation criminelle » et condamné à 13 ans de prison ferme par la cour pénale d'Athènes. Son éventuelle incarcération doit être précédée de la levée de son immunité parlementaire par le Parlement européen.
Le 27 avril 2021, après la levée de son immunité parlementaire, il est arrêté à Bruxelles,.
Il reste député européen en dépit de sa condamnation et de sa détention, votant des textes et participant à des commissions parlementaires depuis sa prison en Grèce. Un député européen ne peut être démis de ses fonctions que par une décision spécifique des autorités de son pays, notifiée au Parlement européen, ce que la Grèce n’a pas fait.